# Andrena hispania
Andrena hispania är en biart som beskrevs av Warncke 1967. Andrena hispania ingår i släktet sandbin, och familjen grävbin. Inga underarter finns listade i Catalogue of Life.